# Rules Don't Apply
Rules Don't Apply (bra: Regras Não Se Aplicam; prt: Regras à Parte) é um filme estadunidense de 2016, do gênero comédia dramático-romântico-biográfica, dirigido por Warren Beatty, com roteiro dele e Bo Goldman.

## Elenco
- Warren Beatty - Howard Hughes
- Lily Collins - Marla Mabrey
- Alden Ehrenreich - Frank Forbes
- Annette Bening - Lucy Mabrey
- Matthew Broderick - Levar Mathis
- Alec Baldwin - Robert Maheu
- Haley Bennett - Mamie Murphy
- Candice Bergen - Nadine Henly
- Dabney Coleman - Raymond Holliday
- Steve Coogan - cel. Nigel Briggs
- Ed Harris - Mr. Bransford
- Megan Hilty - Sally
- Oliver Platt - Mr. Forester
- Martin Sheen - Noah Dietrich
- Paul Sorvino - Vernon Scott
- Taissa Farmiga - Sarah Bransford
- Amy Madigan - Mrs. Bransford

## Prêmios e indicações
| Premiação                       | Categoria                         | Recipiente                                               | Resultado |
| ------------------------------- | --------------------------------- | -------------------------------------------------------- | --------- |
| Critics' Choice Awards          | Melhor canção                     | Eddie Arkin e Lorraine Feather ("The Rules Don't Apply") | Pendente  |
| Hollywood Film Awards           | New Hollywood                     | Lily Collins                                             | Venceu    |
| Hollywood Film Awards           | Melhor figurino                   | Albert Wolsky                                            | Venceu    |
| Hollywood Music in Media Awards | Melhor canção                     | Eddie Arkin e Lorraine Feather ("The Rules Don't Apply") | Indicado  |
| Globo de Ouro 2017              | Melhor atriz - comédia ou musical | Lily Collins                                             | Indicado  |

## Sinopse
A trama mostra os últimos anos do aviador milionário Howard Hughes, contando seus amores e excentricidades.